# Gran Ducat de Toscana
El Gran Ducat de Toscana fou una entitat jurídica del centre de la península italiana existent des de l'any 1569 i fins a l'any 1859. El Gran Ducat de Toscana s'assentà sobre el Ducat de Florència que alhora reemplaçà l'antiga República de Florència des de l'any 1532. Aquest ducat, dirigit per la família Medici des del seu inici, visqué successives ampliacions, l'any 1559 s'annexà la República de Siena i l'any 1847 el Ducat de Lucca. Assentà la seva capital sobre la ciutat de Florència.

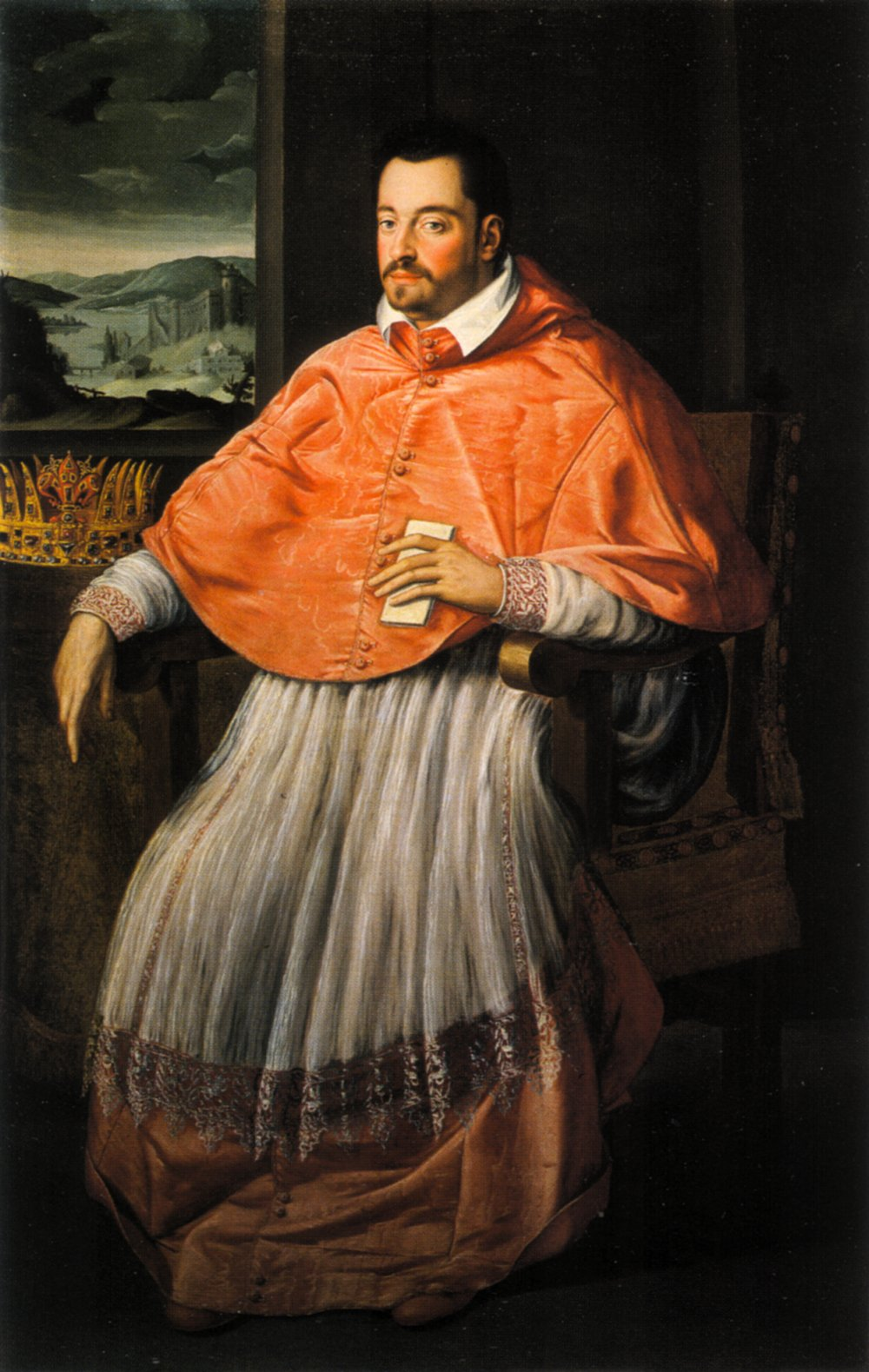
El gran duc Ferran I de Toscana.

## Govern dels Mèdici
Des de l'any 1569 la família Mèdici governà el Gran Ducat, continuant així la saga familiar que havia governat l'extint Ducat de Florència. Aquesta família estigué en el poder fins que l'any 1737 l'últim representant de la Casa gran ducal, el gran duc Joan Gastó I de Toscana, morí sense descendència.

## Govern dels Habsburg-Lorena
Des de principis de la dècada de 1730 diverses corts europees havien realitzat moviments diplomàtics al voltant de la causa successòria del Gran Ducat de Toscana. Sense cap mena de dubte el candidat més ben situat era l'infant Carles de Borbó, fill del rei Felip V d'Espanya i de la princesa Isabel de Farnesi. Carles havia heretat certs drets successoris sobre el tron florentí per la banda de la seva mare, la família Farnese, que estava emparentada amb la família gran ducal.
L'any 1735, en el marc de la Guerra de Successió de Polònia, la diplomàcia espanyola i la diplomàcia austríaca acordaren un seguit punts en referència a la causa florentina. Per tal que l'encara poderosa Espanya acceptés la filla de l'emperador Carles VI del Sacre Imperi Romanogermànic, l'arxiduquessa Maria Teresa I d'Àustria, l'emperador cediria el Regne de les Dues Sicílies a l'infant Carles de Borbó a canvi del Ducat de Parma i de la renúncia dels drets sobre el tron del Gran Ducat de Toscana. Acceptat aquest acord, Espanya abandonaria qualsevol disputa en el marc de la Guerra de Successió austríaca.
Desactivat el front espanyol, l'emperador Carles VI negocià directament amb França l'acceptació definitiva de la seva filla primogènita com a hereva de les seves possessions. L'espòs de l'arxiduquessa Maria Teresa I d'Àustria, el duc Francesc de Lorena cediria el Ducat de Lorena al rei Estanislau I de Polònia, monarca polonès destronat el 1735 però sogre del rei Lluís XV de França, a canvi d'una generosa compensació econòmica i del Gran Ducat de Toscana. El Ducat de Lorena s'integraria a França a la mort d'Estanislau I, cosa que succeí el 1766.

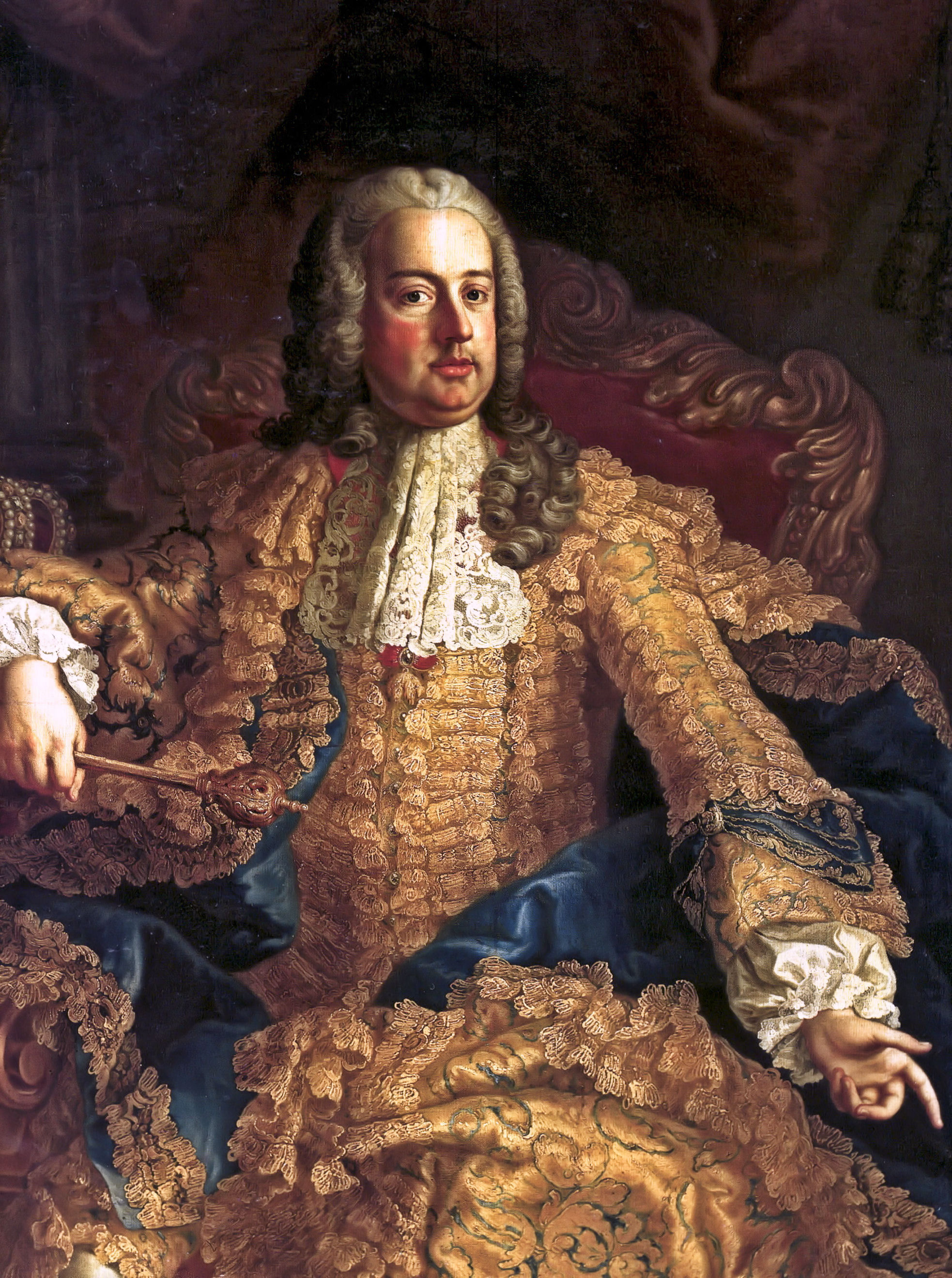
El gran duc i emperador Francesc I.

D'aquesta complicada manera i en el marc de la guerra de successió polonesa i en l'ascens de Maria Teresa I d'Àustria al tron austríac, la família dels Habsburg-Lorena aconseguiren el poder sobre el Gran Ducat de Toscana. Des de l'any 1737 i fins a l'any 1765 fou el mateix emperador Francesc I del Sacre Imperi Romanogermànic qui governà el Gran Ducat de forma directa des de Viena. Leopold I de Toscana va succeir al seu pare Francesc com a Gran Duc de Toscana quan el seu germà Josep es va convertir en emperador en 1765 instal·lant-se a Florència. Com Josep, Leopold va ser influenciat per les idees de la Il·lustració i estava decidit a construir un aparell estatal eficient a costa dels interessos feudals. Des del segle xvii la ciutat de Florència havia caigut, igual que altres ciutats italianes en altres temps riquíssimes, en una progressiva decadència. Durant els seus 25 anys de regnat sobre el Gran Ducat de Toscana, va racionalitzar els sistemes d'impostos i aranzels dels seus estats i va encoratjar el desenvolupament d'institucions representatives, permetent noves pràctiques comercials i d'impulsar una incipient industrialització del Gran Ducat que permeté cert auge econòmic. Així l'any 1786, el Gran Ducat de Toscana fou el primer estat del món sencer d'abolir la pena de mort.
A la mort de l'emperador Josep II sense descendents, el seu germà, el fins llavors gran duc Leopold I de Toscana hagué d'abandonar Florència i instal·lar-se a Viena. Atès que, en els capítols matrimonials de Leopold, el Gran Ducat s'havia erigit en "segonagenitura" i aquesta situació jurídica s'havia mantingut inalterada ja que l'emperador Josep II no havia tingut temps, també per la silenciosa oposició del seu germà, d'abolir-lo, la corona va passar immediatament al segon fill de Leopold, l'arxiduc Ferran (III amb aquest nom, com a gran duc), que continuarà la branca toscana de la casa dels Habsburg-Lorena. El fill primogènit destinat a ocupar el tron principal de la monarquia tradicional dels Habsburg i a convertir-se en emperador serà, per dir-ho així, reabsorbit a la línia principal de la casa.
El curt regnat de Leopold com a emperador, de tan sols dos anys des de la mort de Josep II en 1790 i la seva pròpia en 1792, i les conseqüències de la Revolució Francesa impossibilitaren l'aplicació de les reformes que aplicà a la Toscana durant el seu regnat.

## Guerres Napoleòniques

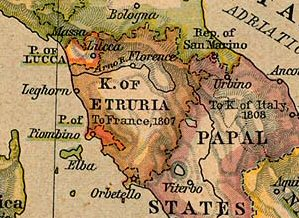
Situació del Regne d'Etrúria.

Amb l'entrada de les tropes napoleòniques a la península italiana l'any 1801, el duc Ferran III de Toscana fou deposat per la signatura del Tractat de Lunéville el 9 de febrer de 1801 i a canvi l'emperador Napoleó Bonaparte els cedí el territori secularitzat de l'Electorat de Salzburg. El Gran Ducat de Toscana, amb més de 250 anys d'història, fou dissolt per la diplomàcia napoleònica i junt amb la República de Lucca serviren per crear el Regne d'Etrúria. Ara bé, l'efímera vida d'Etrúria que s'annexà al Primer Imperi Francès l'any 1807 donant pas a la creació de tres districtes sobre els territoris florentins, el districte d'Arno, del Mediterrani i d'Ombrone.

## Restauració

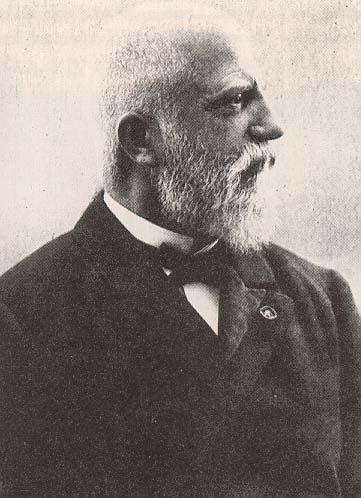
Imatge de Ferran IV de Toscana, l'últim Gran Duc.

Amb la derrota militar de Napoleó Bonaparte l'any 1814 el Gran Ducat de Toscana fou retornat a la família dels Àustria-Toscana. A través d'un seguit de pactes signats entre l'arxiduquessa Maria Lluïsa d'Àustria, duquessa sobirana de Parma i la família dels Borbó-Parma, la Toscana acceptava que a la mort de l'arxiduquessa el Ducat de Parma i el Ducat de Piacenza retornessin als Borbó-Parma a canvi d'incorporar el petit Ducat de Lucca, fet que succeí el 1847.
Malgrat que l'any 1848 diverses insurreccions de caràcter republicà expulsessin els Àustria-Toscana de Florència, no fou fins a l'ocupació militar del Gran Ducat per part de tropes piemonteses, l'any 1859, que la família gran ducal hagué d'abandonar el territori florentí. Des de Viena, el gran duc Leopold II de Toscana abdicà en favor del seu fill, el gran duc Ferran IV de Toscana instal·lat a Roma sota l'empara del papa Pius IX. Ferran IV es convertí en gran duc teòric d'un territori sobre el qual s'hi exercia una clara administració piemontesa i que malgrat les irades reclamacions de Ferran seguí en mans del Regne de Sardenya. Així, l'any 1860, al costat dels històrics Ducat de Parma i Ducat de Mòdena, la Toscana s'incorporà al Regne d'Itàlia.
Des de l'any 1860 la Toscana s'erigí com una regió independent amb l'annexió dels territoris del Ducat de Massa i el Principat de Carrara que des de 1829 pertanyien al Ducat de Mòdena. L'actual capital de la Toscana és la ciutat de Florència.

## Llista dels Grans Ducs de Toscana

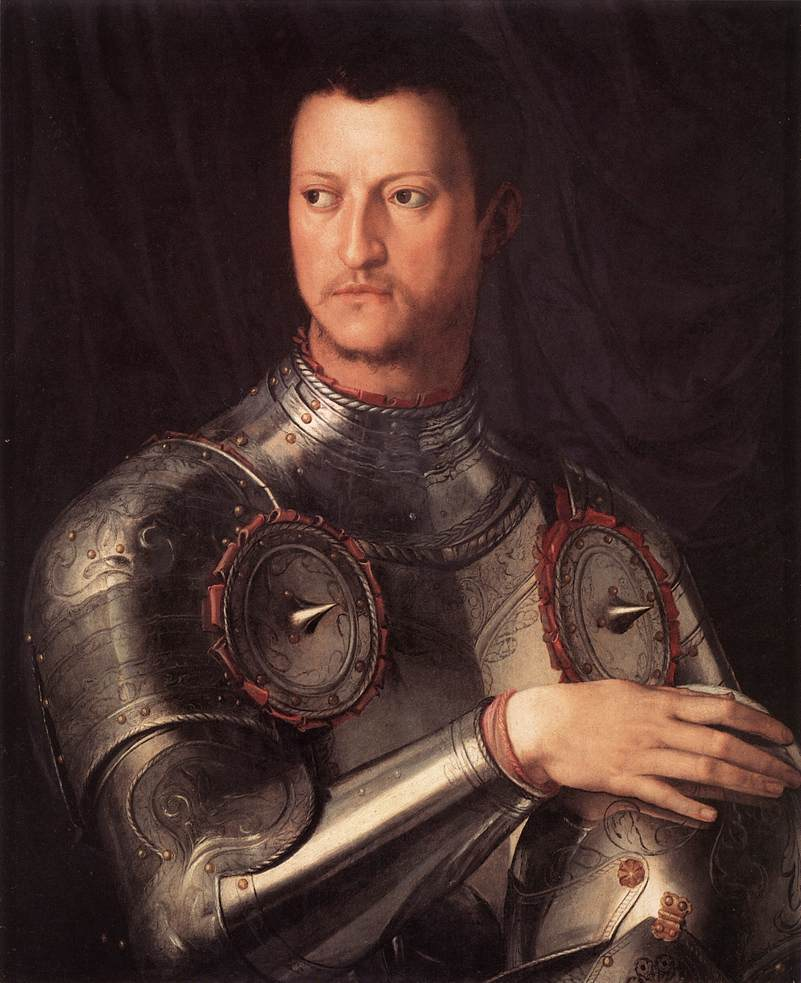
El gran duc Cosme I de Toscana

### Dinastia dels Mèdici
- Alexandre Medici, cap de la república Toscana 1530-1532, duc de Toscana 1532-1537
- 1534 - 1574: Cosme I de Toscana (fill de Joan di Bande Nere) duc 1537-1569, gran duc 1569-1574
- 1574 - 1587: Francesc I de Toscana
- 1587 - 1609: Ferran I de Toscana
- 1609 - 1621: Cosme II de Toscana
- 1621 - 1670: Ferran II de Toscana
- 1670 - 1723: Cosme III de Toscana
- 1723 - 1737: Joan Gastó I de Toscana

### Dinastia dels Àustria-Toscana

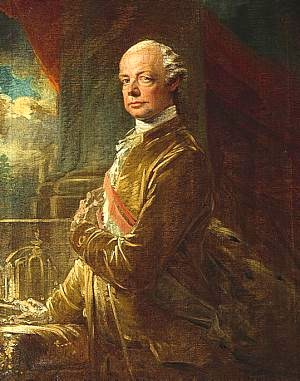
El gran duc i emperador Leopold II.

- 1737 - 1765: Francesc II de Toscana
- 1765 - 1790: Leopold I de Toscana
- 1790-1791, Consell de Regència
- 1791 - 1824: Ferran III de Toscana
- Ocupació francesa 25 de març de 1799, Govern provisional de Reinhard març a juliol del 1799
- President del senat, Cèsar Gori del 5 de juliol del 1799 al 7 de juliol del 1799
- Ferran III (restaurat pels austríacs) 1799-1800
- Ocupació francesa, govern del general Dupont 1800
- Comissió gran ducal del 15 d'octubre del 1800 al 27 de novembre del 1800, integrada per Giuseppe Francesco Pierallini, Antonio Cercignani, Bernardo Lessi i Giulio Piombanti
- Govern provisional del 27 de novembre de 1800 al 27 de març del 1801 integrat per Francesco Chiarenti, Enrico Pontelli i Giovanni de Ghores
- Comissió gran ducal del 27 de març del 1801 al 3 d'agost del 1801, integrada per Giuseppe Francesco Pierallini, Antonio Cercignani Bernardo Lessi i Giulio Piombanti
- Lluís de Borbó 1801-1803 (rei d'Etruria, hereu de Parma)
- Carles Lluís (fill) 1803-1807
- Maria Lluïsa de Borbó (mare, regent) 1803-1807
- ocupació francesa; junta extraordinària de govern dirigida pel general Jacques François de Boussay Baró de Menou 1807-1808
- Annexió a França 1808-1809 (departaments d'Arno, Mediterrània i Ombrone)
- Jacques François de Boussay, baró de Menou, governador general del maig del 1808 al 3 de març del 1809
- Elisa Bonaparte Baciocchi, gran duquessa 1809-1814
- Ocupació napolitana 1 de febrer del 1814 a 27 d'abril del 1814
- Ferran III (segona vegada) 1814-1824
- 1824 - 1849: Leopold II de Toscana
- Govern Provisional de la República Toscana dirigit per Francesco Domenico Guerrazzi, Giusepe Montanelli i Mazzoni, febrer a abril de 1849
- Leopold II (segona vegada) 1849-1859, exiliat 27 d'abril de 1859 però no deposat oficialment
- 1859 - 1860: Ferran IV de Toscana
- 1860: annexió al Regne de Sardenya-Piemont, i mitjançant el procés d'unificació italiana al Regne d'Itàlia
- Ubaldino Peruzzi, president del govern provisional 27 d'abril 1859 a 10 de maig de 1859
- Ferran IV (fill) 1859-1860 (oficialment del 21 de juliol al 16 d'agost de 1859 en què va ser deposat)
- Comte Carlo Boncompagni di Mombello, administrador 10 de maig de 1859 al 16 d'agost de 1859
- Baró Bettino Ricasoli, cap de govern 16 d'agost de 1859 al 3 de desembre de 1859
- Comte Carlo Boncompagni di Mombello, governador general savoià de la Itàlia central, 3 de desembre de 1859 a 20 de març de 1860
- Eugeni Manel de Savoia-Carignano, príncep de Carignano, lloctinent 20 de març de 1860 a 9 d'octubre de 1861
- Baró Bettino Ricasoli, governador general 20 de març de 1860 a 9 d'octubre de 1861
- Victor Manel de Savoia 1859-1860
- Annexió a Itàlia el 22 de març de 1860

Reclamants del títol:
- 1860 - 1908: Ferran IV de Toscana
- 1908 - 1942: Leopold Ferran d'Àustria-Toscana
- 1942 - 1948: Pere Ferran de Toscana
- 1948 - 1984: Gottfried de Toscana
- 1984 - 1993: Leopold Francesc de Toscana
- 1993 - actualitat: Segimon de Toscana